# Turneria dahlii
Turneria dahlii é uma espécie de formiga do gênero Turneria.